# Gourlizon
Gourlizon [guʁlizɔ̃] est une commune française du département du Finistère, dans la région Bretagne, en France.

## Géographie

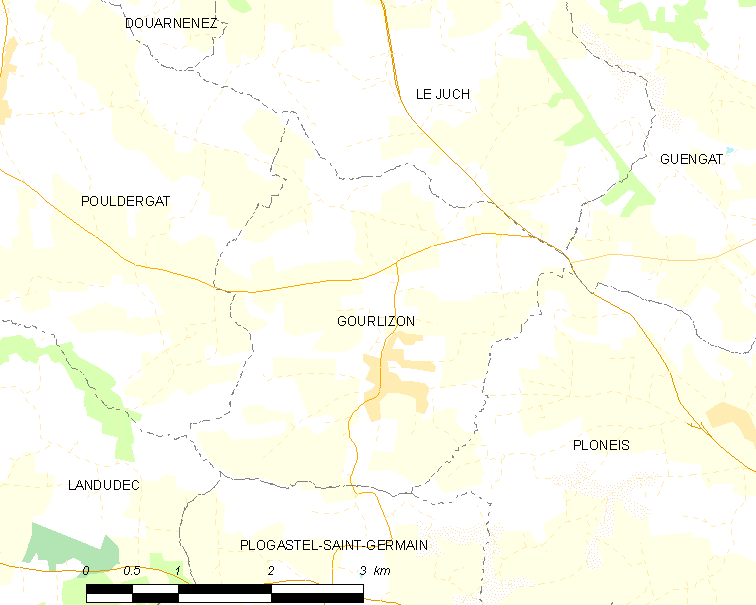
Carte de la commune de Gourlizon.

Gourlizon est une commune du sud du département du Finistère située entre Quimper et Douarnenez. La commune fait partie de la communauté de communes du Haut Pays Bigouden.
Le finage de Goulizon est limité à l'est et au sud par le Goyen, un petit fleuve côtier, et au sud-ouest par un de ses affluents de rive droite ; au nord par le Ty an Taro, ou rivière de Pouldavid, autre petit fleuve côtier, qui a sa source au nord-est du territoire communal. Le relief de la commune est assez vallonné, les altitudes s'échelonnant entre 158 mètres pour le point le plus haut, situé dans l'angle nord-est du territoire communal entre Kerfréost et Kerdroual, et 66 mètres au sud-ouest de la commune, dans la vallée du Goyen ; le bourg est vers 130 mètres d'altitude.
Le paysage rural traditionnel est celui du bocage avec un habitat dispersé en écarts formés de petits hameaux et fermes isolées.
|            | Le Juch                 | Guengat |
| Pouldergat | Gourlizon               | Plonéis |
| Landudec   | Plogastel-Saint-Germain |         |

La commune est à l'écart des grands axes de communication, même si l'axe routier D 765 (ancienne route nationale 165) Quimper-Douarnenez, longe la limite nord-est du territoire communal et si la D 43, en direction de Pont-Croix, traverse la partie nord de la commune ; le bourg n'est desservi que par la modeste D 57.
Bien qu'isolée, la commune n'est pas très éloignée de Quimper (17 km) et connaît un début de périurbanisation, avec la création de lotissements notamment au nord (Ménez Merdy) et à l'est (Pen ar Hoat) du bourg, ainsi qu'à proximité de la D 765 (à Bellevue).
Une importante carrière est exploitée au lieu-dit "Moulin de Fonteyou" à partir de la décennie 1960.

### Hydrographie
Pour un article plus général, voir Réseau hydrographique du Finistère.
La commune est située dans le bassin Loire-Bretagne. Elle est drainée par le Goyen, le Stalas, le Port Rhu et divers autres petits cours d'eau,.
Le Goyen, d'une longueur de 32 km, prend sa source dans la commune de Plonéis et se jette  dans l'Océan Atlantique en limite de Plouhinec et d'Audierne, après avoir traversé onze communes. 

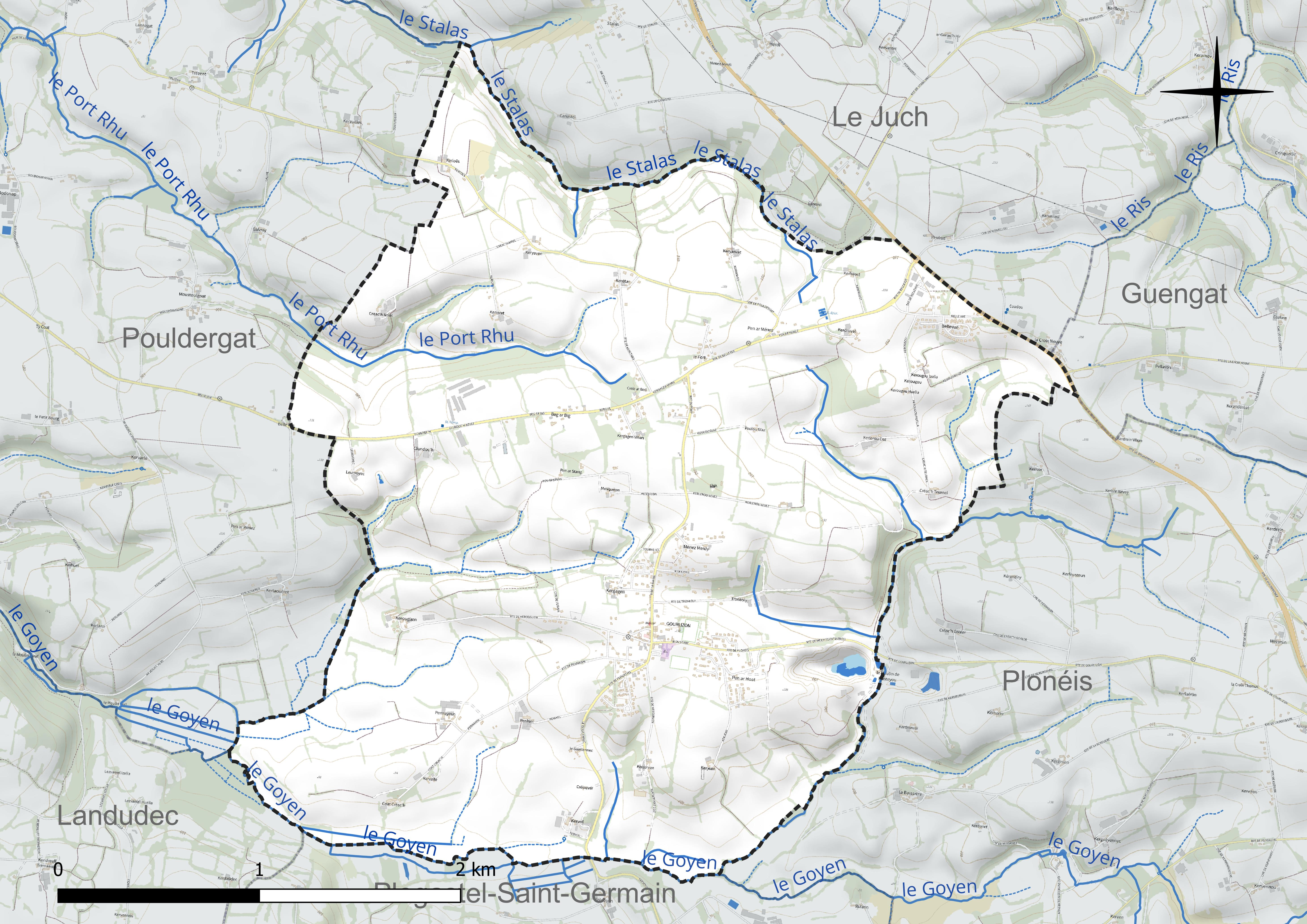
Réseau hydrographique de Gourlizon.

### Climat
Pour des articles plus généraux, voir Climat de la Bretagne et Climat du Finistère.
En 2010, le climat de la commune est de type climat océanique franc, selon une étude du CNRS s'appuyant sur une série de données couvrant la période 1971-2000. En 2020, Météo-France publie une typologie des climats de la France métropolitaine dans laquelle la commune est exposée à un climat océanique et est dans la région climatique  Bretagne orientale et méridionale, Pays nantais, Vendée, caractérisée par une faible pluviométrie en été et une bonne insolation. Parallèlement l'observatoire de l'environnement en Bretagne publie en 2020 un zonage climatique de la région Bretagne, s'appuyant sur des données de Météo-France de 2009. La commune est, selon ce zonage, dans la zone « Monts d'Arrée », avec des hivers froids, peu de chaleurs et de fortes pluies.  
Pour la période 1971-2000, la température annuelle moyenne est de 11,1 °C, avec  une amplitude thermique annuelle de 10,9 °C. Le cumul annuel moyen de précipitations est de 1 180 mm, avec 16,2 jours de précipitations en janvier et 8,7 jours en juillet. Pour la période 1991-2020, la température moyenne annuelle observée sur la station météorologique la plus proche, située sur la commune de Pluguffan à 8 km à vol d'oiseau, est de 12,1 °C et le cumul annuel moyen de précipitations est de 1 214,4 mm,. Pour l'avenir, les paramètres climatiques de la commune estimés pour 2050 selon différents scénarios d'émission de gaz à effet de serre sont consultables sur un site dédié publié par Météo-France en novembre 2022.

## Urbanisme

### Typologie
Au 1er janvier 2024, Gourlizon est catégorisée commune rurale à habitat dispersé, selon la nouvelle grille communale de densité à 7 niveaux définie par l'Insee en 2022.
Elle est située hors unité urbaine. Par ailleurs la commune fait partie de l'aire d'attraction de Quimper, dont elle est une commune de la couronne,. Cette aire, qui regroupe 58 communes, est catégorisée dans les aires de 200 000 à moins de 700 000 habitants,.

### Occupation des sols
L'occupation des sols de la commune, telle qu'elle ressort de la base de données européenne d'occupation biophysique des sols Corine Land Cover (CLC), est marquée par l'importance des territoires agricoles (92,7 % en 2018), en diminution par rapport à 1990 (94,4 %). La répartition détaillée en 2018 est la suivante : 
terres arables (53,1 %), zones agricoles hétérogènes (20 %), prairies (19,5 %), zones urbanisées (4,4 %), mines, décharges et chantiers (2,9 %). L'évolution de l'occupation des sols de la commune et de ses infrastructures peut être observée sur les différentes représentations cartographiques du territoire : la carte de Cassini (XVIIIe siècle), la carte d'état-major (1820-1866) et les cartes ou photos aériennes de l'IGN pour la période actuelle (1950 à aujourd'hui).

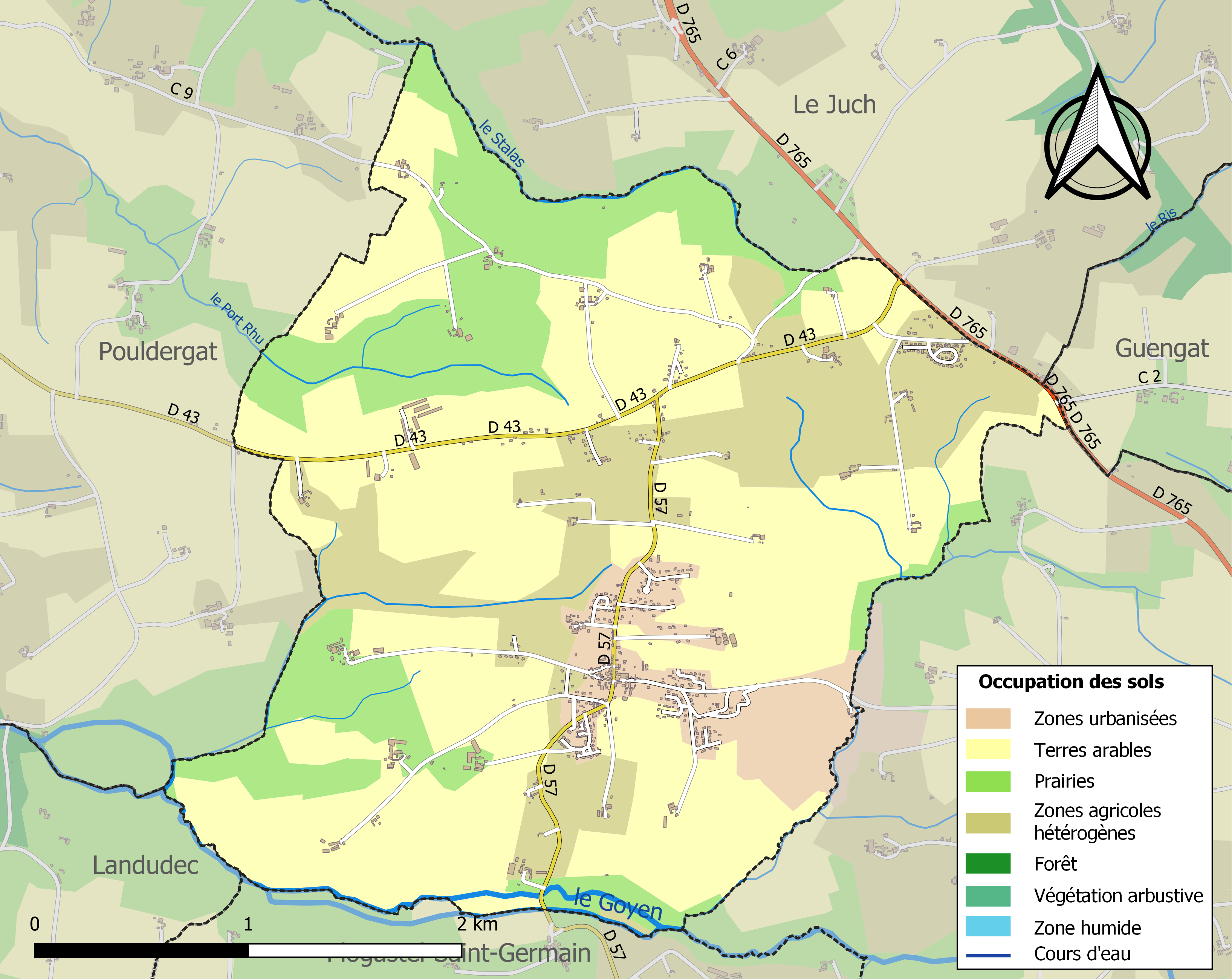
Carte des infrastructures et de l'occupation des sols de la commune en 2018 (CLC).

## Histoire

### Étymologie et origines
Le nom de la localité est attesté sous les formes Ecclesia Guorleisan en 1022 et 1058, Gourlizon en 1458.
Gourlizon vient de  « guor » qui signifie en vieux breton « au-dessus » et de « Leison », nom qui serait celui d'un seigneur local.
Gourlizon est un démembrement de l'ancienne paroisse de l'Armorique primitive de Pouldergat, paroisse avec laquelle elle forme une entité géographique bien délimitée par le Goyen et le ruisseau de Stalas.
Au XIe siècle, le tiers de l'église Saint-Cornély fut donné à l'abbaye de Locmaria par l'évêque de Quimper.
Gourlizon est une ancienne trève de Pouldergat jusqu'à la Révolution française, époque à laquelle son territoire est rattaché à celui de la commune de Plonéis jusqu'à son érection en paroisse en 1879. Gourlizon fait partie du Pays Glazik.
La paroisse de Gourlizon dépendait autrefois de l'ancien évêché de Cornouaille.
Gourlizon ne devient une commune qu'en 1892.

### Moyen Âge
Ancienne trève de Ploaré, sous le patronage de saint Cornély, Gourlizon est citée dans l'acte de fondation du prieuré de Locmaria de Quimper, environ l'an 1029, par lequel Benoît, évêque et comte de Cornouaille, donna à Sainte-Marie in Aquilonia civitate (prieuré de Locmaria), le tiers des revenus de l'église de Guorleison. Gourlizon a continué, jusqu'à la Révolution, à être un fief du prieuré de Locmaria.
Étant une simple trève, Gourlizon ne pouvait pas procéder à des inhumations, n'ayant pas de cimetière.

### Époque moderne
Au XVIIe siècle, Madame de Sévigné y possède des terres.
En 1684, par suite d'un acquêt fait par Madame de Sévigné, de la seigneurie de Lestremeur, dont le manoir était au bourg de Gourlizon, elle prétend avoir droit à la verrière de l'autel Saint-Sébastien, et d'y apposer, au lieu le plus éminent, les armes de la seigneurie de Lestremeur, qui sont : "d'argent à la levrette de sable, surmonté d'un cor enguiché de même" .
La prieure de l'abbaye de Locmaria avait le droit d'avoir ses écussons sur la maîtresse vitre de l'église de Gourlizon et droit de présentation et nomination du vicaire de la paroisse.
Liste non exhaustive des curés de Gourlizon à l'époque moderne : - 1624 : Hervé Calvez. - 1715-1720 : Mathieu Josion. - 1730 : Jean Rogel. - 1738 : Le Floch. - 1739-1751 : Yves Kerloch, nommé recteur de Cuzon (paroisse annexée par la suite par celle de Kerfeunteun). - 1752-1772 : Jean Cornec. - 1785 : Le Gall. - 1790 : François Le Bosec, né à Maël-Carhaix en 1745 ; emprisonné au château de Brest puis déporté en Espagne le 12 août 1792 ; puis recteur de Landeleau en 1804 ; décédé le 15 février 1819.

### Révolution française
Le cahier de doléances de la paroisse de Ploaré, qui concerne aussi ses trèves de Gourlizon et Le Juch, fut rédigé le 7 avril 1789 en la chapelle Sainte-Hélène de Douarnenez ; de trois cents à quatre cents paroissiens participèrent à la réunion, demandant notamment « que la religion catholique (...) soit la seule observée en France », « que toutes les corvées tant publiques que territoriales soient abolies », « que les boissons en général, telles que vin, eau de vie, et autres liqueurs, seront délivrés aux laboureurs, et autres du tiers-état aux mêmes prix qu'au clergé et aux nobles ». Jean Le Cœur, du bourg de Gourlizon, fut l'un des quatre délégués élus pour représenter la paroisse de Ploaré à l'assemblée du tiers-état de la sénéchaussée de Quimper.
La loi du 12 septembre 1791 « relative à la circonscription des paroisses du district de Pont-Croix » donne à la paroisse de Plonéis comme succursales Plogastel et Gourlizon.
Des habitants de Gourlizon adressent le 5 septembre 1795 une plainte aux autorités départementales ; ils se plaignent de la sous-représentation de Gourlizon au sein de la municipalité de Plonéis : alors que Gourlizon représente un tiers de la population communale, elle n'est représentée au sein du conseil général de la commune que par un officier municipal et deux notables contre cinq officiers municipaux et dix notables pour Plonéis.
L'église tréviale de Gourlizon fut désaffectée pendant la Révolution française ; les paroissiens de Gourlizon doivent se rendre à Plonéis pour les cérémonies.

### LeXIXesiècle
« Ces malheureux habitants de Gourlizon et vos bons habitants de Ploaré ont toujours souffert du violent déchirement qui les a séparés et désirent ardemment leur réunion. (...) Ils seraient ainsi entièrement détachés de la commune de Plonéis qui leur est un corps étranger, et avec laquelle ils n'ont jamais eu d'intérêts »  écrit le 2 mars 1808 Hervé Le Gall, adjoint faisant fonction de maire, au préfet du Finistère.
Le pont sur le chemin reliant Gourlizon à Plonéis est en si mauvais état que l'emprunter, par temps de grandes eaux, c'est courir le risque de se noyer.

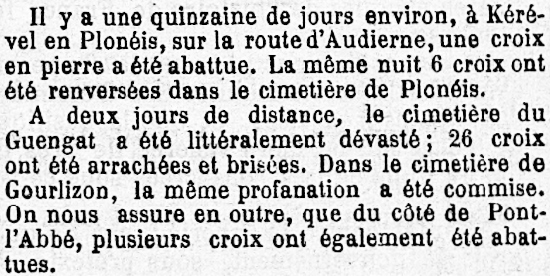
Des malfaiteurs briseurs de croix qui sévissaient à Plonéis, Guengat, Gourlizon et Pont-l'Abbé en 1885 (journal Le XIXe siècle du 9 janvier 1885).

« Les villages les plus proches de Plonéis se trouvent à une lieue et les habitants de Gourlizon ne peuvent exercer la religion chrétienne qu'avec des peines qui peuvent occasionner la mort. (...) Sur les 450 personnes qui se trouvent à Gourlizon, je suis persuadé qu'il n'y en a pas dix qui vont à la messe » écrit en 1836 à l'évêque de Quimper et Léon Yves Le Joncour, représentant de la trève de Gourlizon au conseil municipal de Plonéis.
En 1879 le Conseil général du Finistère accepta de verser une subvention à la commune de Plonéis pour financer en partie la construction d'un presbytère à Gourlizon.
Fin XIXe la construction de 67 écoles de hameaux a été autorisée dans le Finistère par deux décrets :
- Le décret du 25 octobre 1881 qui a délégué une subvention pour 18 écoles de hameaux sur l'arrondissement de Quimperlé ; toutes ont été bâties.
- Le décret du 14 mars 1882 qui a délégué une subvention pour 50 écoles de hameaux sur les quatre autres arrondissements du département (Brest, Châteaulin, Morlaix, Quimper) à choisir dans les communes « dont le territoire est le plus étendu et les ressources les plus restreintes » ; 49 ont été bâties dont 1 à Plonéis (Gourlizon)[28].

Gourlizon devint une commune indépendante (séparée de Plonéis) par la loi du 31 mars 1892, par un décret du président de la République Sadi Carnot en date du 1er avril 1892.
Liste non exhaustive des Recteurs de Gourlizon depuis 1879 : - 1879-1884 : Jacques-Marie Poudoulec, de Plomodiern. - 1884-1891 : Louis-François Simon. - 1891-1902 : Narcisse Kerdavid, de Brasparts. - 1902-1906 : Jean-Corentin Castrec. - 1906 : Derrien-Marie Bothorel, de Locmélar.

### LeXXesiècle

#### La Belle époque
En 1902, le maire de Gourlizon, Le Floc'h, écrit au préfet : « D'après l'avis du Conseil municipal et les habitants de la commune, ils sont tous d'accord à ce que les instructions religieuses et le catéchisme soient faits en breton au moins pendant dix ans. L'école et la commune étant nouvellement créées, la majorité des habitants ne savent pas un mot de la langue nationale ».

#### La Première Guerre mondiale
Le monument aux morts de Gourlizon porte les noms de 33 soldats morts pour la France pendant la Première Guerre mondiale ; parmi eux 2 (Corentin Lauden et Jean Louis Youinou) sont morts sur le front belge dès le 22 août 1914 ; 1 (Guillaume Floch'lay) est mort en mer en 1916 à bord du navire-hôpital Divona ; les autres sont décédés sur le sol français : parmi eux Yves Ponthier de Chamaillard, fils d'Ernest de Chamaillard, sous-lieutenant au 21e bataillon de chasseurs à pied, tué à l'ennemi le 8 septembre 1916 à Estrées-Deniécourt (Somme), décoré à titre posthume de la Légion d'honneur et de la Croix de guerre ; Joseph Le Floc'h, soldat au 116e régiment d'infanterie, fut le dernier tué de la guerre originaire de Gourlizon (tué à l'ennemi le 1er octobre 1918 à Sommepy (Marne).

#### L'Entre-deux-guerres
En août 1936 un arrêté préfectoral entérine la création d'un syndicat en vue de l'électrification de la région, comprenant les communes de Landudec, Tréogat, Plonéis, Gourlizon, Plovan, Pouldergat, Peumerit, Guiler-sur-Goyen, Plogastel-Saint-Germain et Pouldreuzic ; « Nous espérons que désormais la création de ce syndicat ne tardera guère et souhaitons que 1937 nous apporte l'électricité tant attendue ».

#### La Seconde Guerre mondiale
Le monument aux morts de Gourlizon porte les noms de 4 personnes (Pierre Bolzer, Hervé Boussard, André Celton, Henri Jaffré) mortes pour la France pendant la Seconde Guerre mondiale. Pierre Bolzer, résistant FTPF, a été fusillé au Fort du Mont Valérien le 26 février 1943.

### LeXXIesiècle

#### La disparition des commerces du bourg
« Par le passé, Gourlizon a connu de nombreux commerces (bars, restaurants, boucheries, boulangeries, hôtel) comme en témoignent les vitres peintes, rue de la mairie ».
En décembre 2018 un commerce communautaire (bar-épicerie-restaurant-boulangerie), ouvert avec le soutien financier de l'état et des collectivités locales, dans le but de revitaliser le bourg qui n'avait plus depuis plusieurs années aucun commerce, dénommé Barmad, a ouvert en décembre 2018. Il a été inauguré le 25 mai 2019.

#### Le projet de fusion avec Le Juch et Guengat
En septembre 2023 les conseils municipaux des trois communes de Guengat, Le Juch et Gourlizon approuvent le projet de création d'une commune nouvelle les réunissant afin de faire des économies de gestion ; mais les trois communes appartiennent à trois intercommunalités différentes et, pour l'instant, le siège et le nom de l'éventuelle commune nouvelle ne sont pas encore décidés.

## Politique et administration
| Période | Période  | Identité                                                                 | Étiquette            | Qualité                         |
| ------- | -------- | ------------------------------------------------------------------------ | -------------------- | ------------------------------- |
| 1892    | 1904     | Louis Le Floc'h                                                          |                      | Chevalier du Mérite agricole.   |
| 1904    | 1925     | Corentin Le Bars                                                         |                      | Cultivateur.                    |
| 1925    | 1945     | Jean-Louis Le Bars                                                       | Conservateur         | Cultivateur                     |
| 1945    | 1952     | Pierre Bescond                                                           | Rad. ind → MRP → RPF |                                 |
| 1953    | 1965     | Jean-Louis Le Bars                                                       |                      | Déjà maire entre 1925 et 1945.  |
| 1965    | 1989     | Maxime Hatton                                                            | Centre g. → PS       |                                 |
| 1989    | 1995     | Pierre Goaër                                                             |                      |                                 |
| 1995    | 2001     | Michel Burel                                                             |                      |                                 |
| 2001    | 2014     | Guy Marzin                                                               | DVD                  |                                 |
| 2014    | 2024     | Emmanuelle Rasseneur Réélue pour le mandat 2020-2026                     | PS→G•s               | Urbaniste Conseillère Régionale |
| 2024    | En cours | Olivier Pors Élu pour le mandat 2024-2026 après la démission de la maire |                      | Commercial                      |

## Langue bretonne
L'adhésion à la charte Ya d'ar brezhoneg a été votée par le Conseil municipal le 24 septembre 2019.

## Héraldique

Le blason de la commune de Gourlizon.

Le ciboire représente celui offert à l'église de Gourlizon au XVIe siècle, qui fut caché pendant la Révolution française et qui réapparut en 1879 lors de la création de la paroisse de Gourlizon. Le bleu est la couleur du Pays Glazik, la partie inférieure du blason s'inspire des armes de la famille de Lestremeur dont le manoir s'élevait à l'emplacement du bourg.

## Lieux et monuments
- L'église Saint-Cornely (XVIe - XVIIe siècles), dédiée à saint Cornély, francisé en saint Corneille. Il existait déjà une église dès le XIe siècle, car une partie de cette église est donnée à l'abbaye de Locmaria de Quimper par l'évêque et comte de Cornouaille, Binidic. Datant du XVIe siècle et agrandie à la fin du XVIIe siècle, l'église actuelle comprend une nef avec bas-côtés de cinq travées et un chœur : il n'y a pas de transept. Le clocheton est sans galerie. Le porche date du début du XVIe siècle. La sacristie porte l'inscription « M. G. P. R. » et au nord « Jac. Joncour. Fab. 1685 ». On y trouve les statues de saint Cornely en pape (XVIIe siècle), saint Tugdual en évêque (XVIIe siècle), la Vierge Mère et un Crucifix.

L'église Saint-Corneille
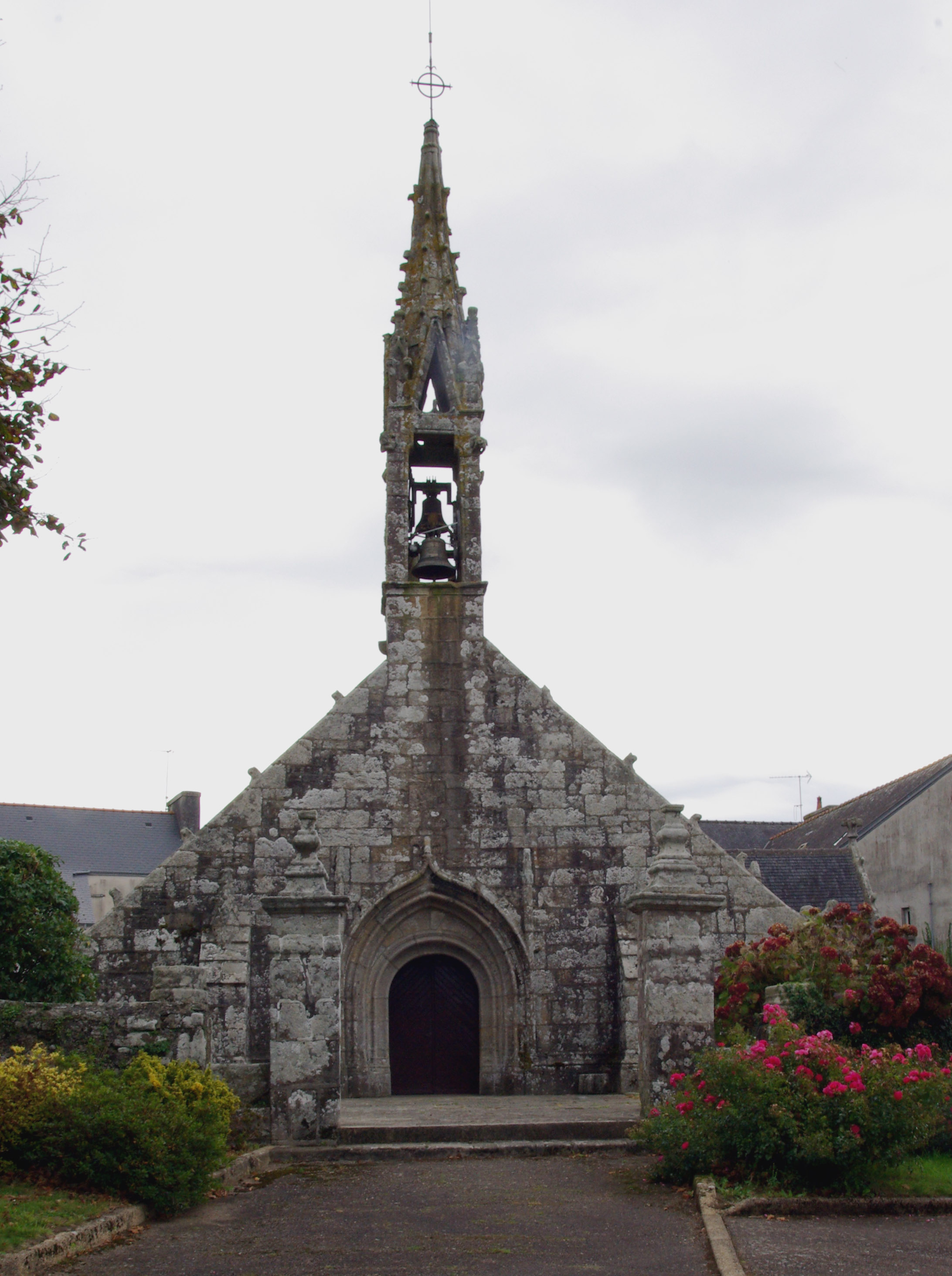
Façade principale.
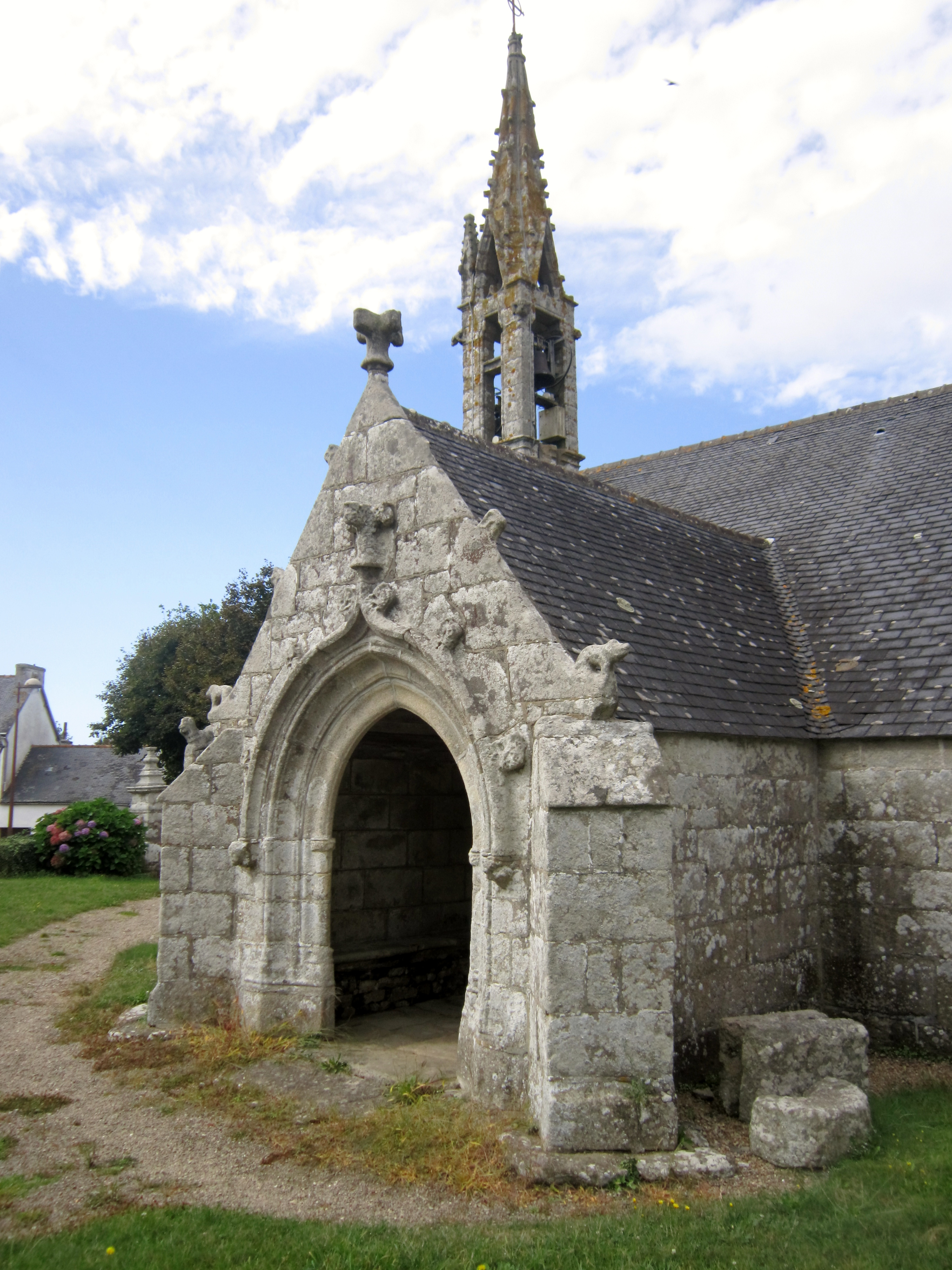
Le porche.
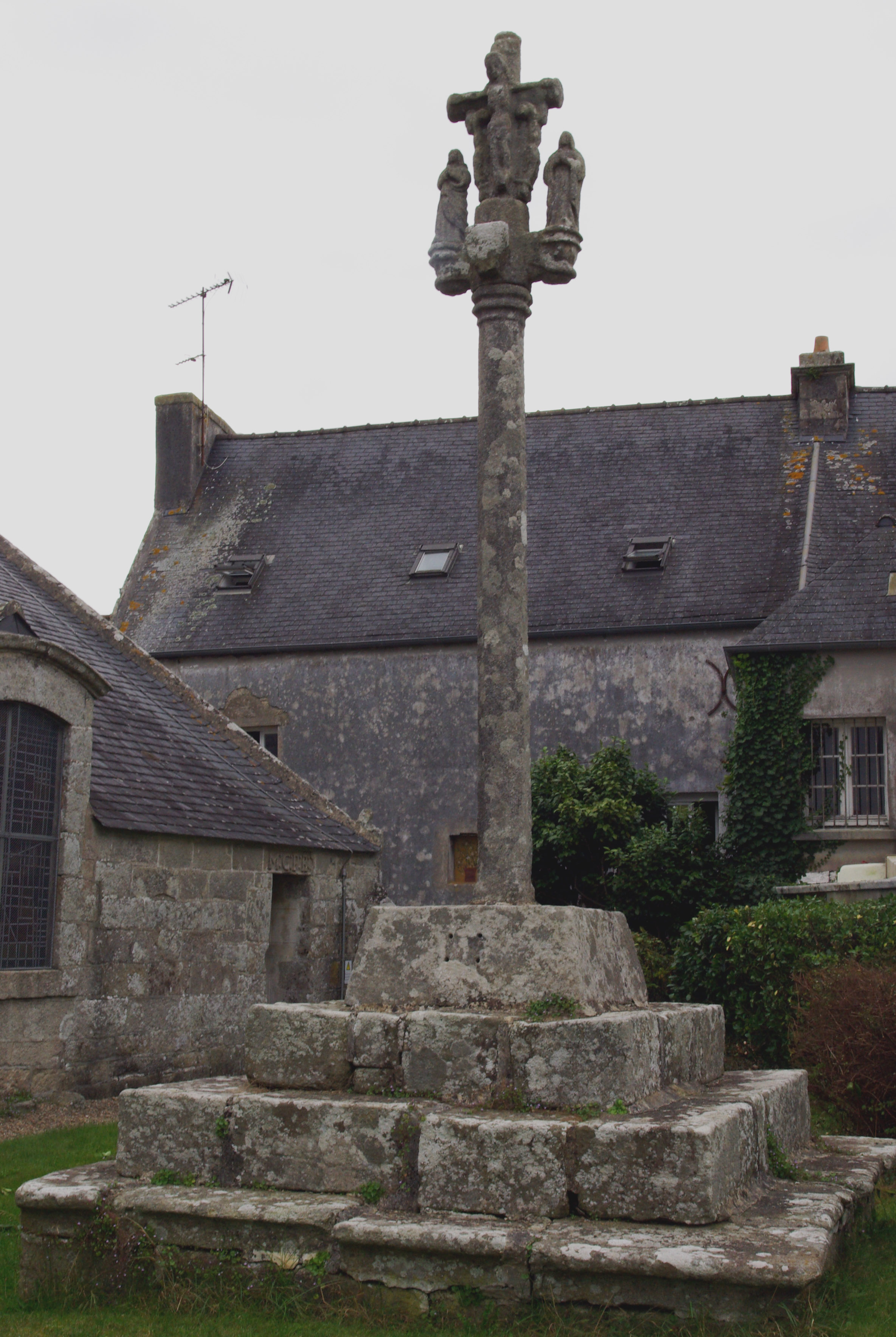
Le calvaire.
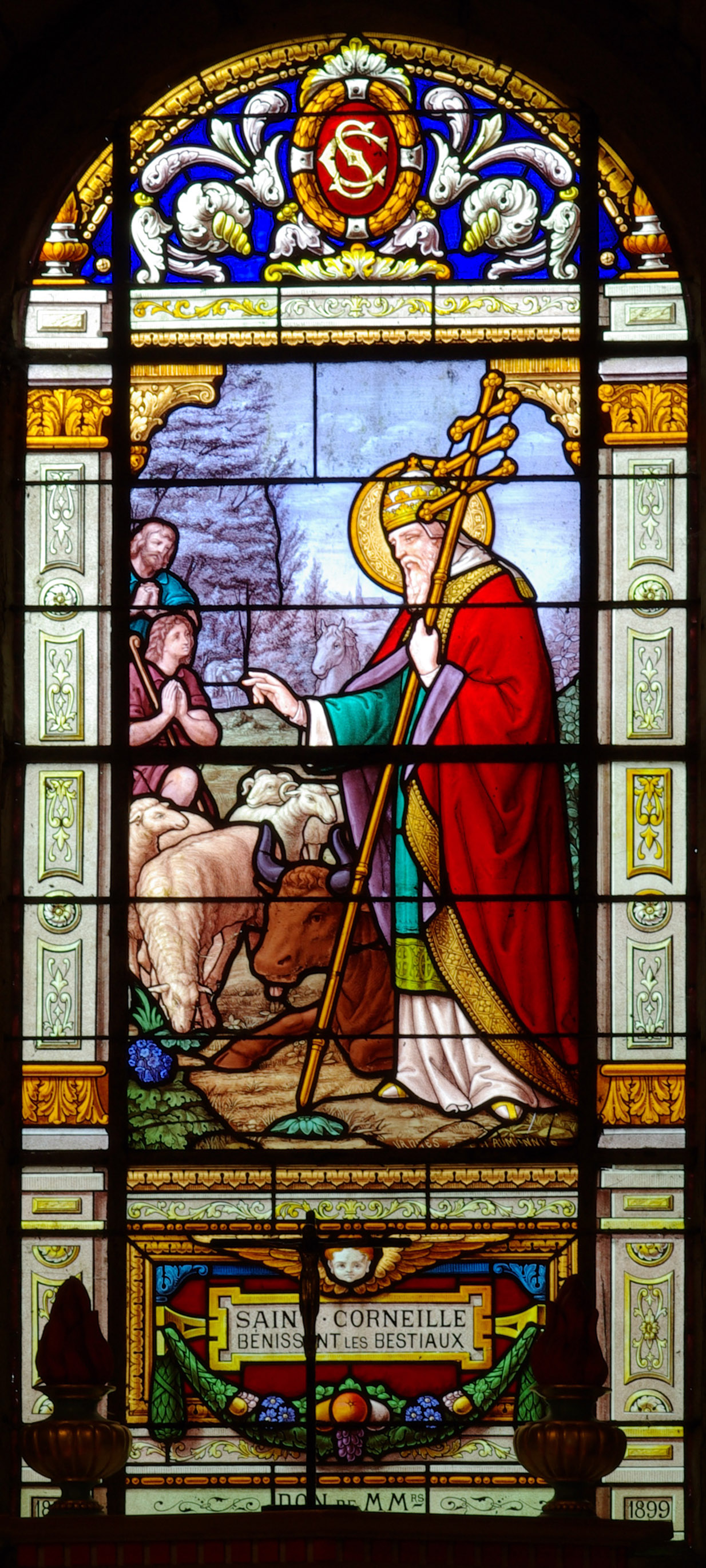
Saint Corneille bénissant les bestiaux.
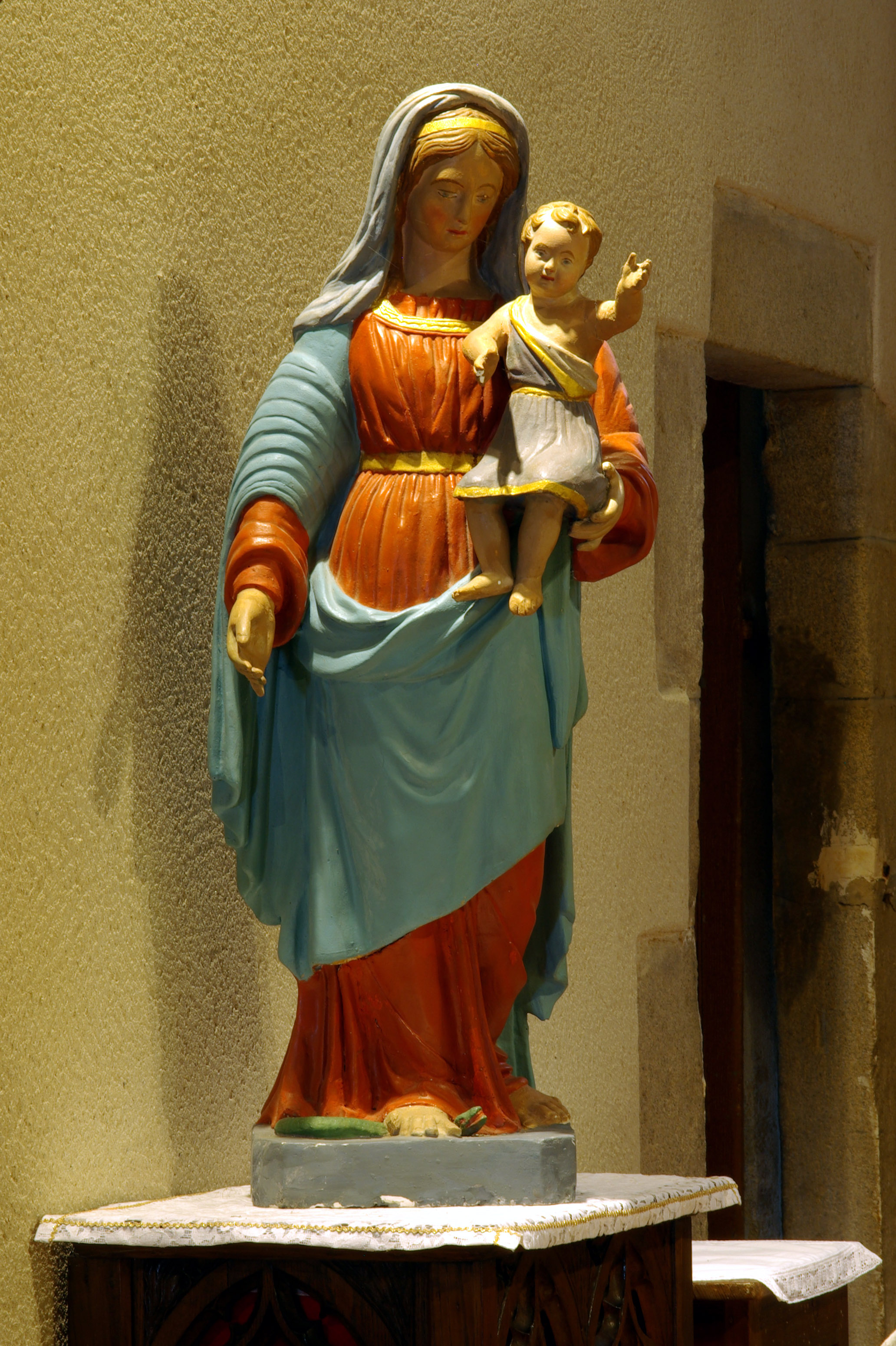
Statue polychrome de la Vierge Marie.
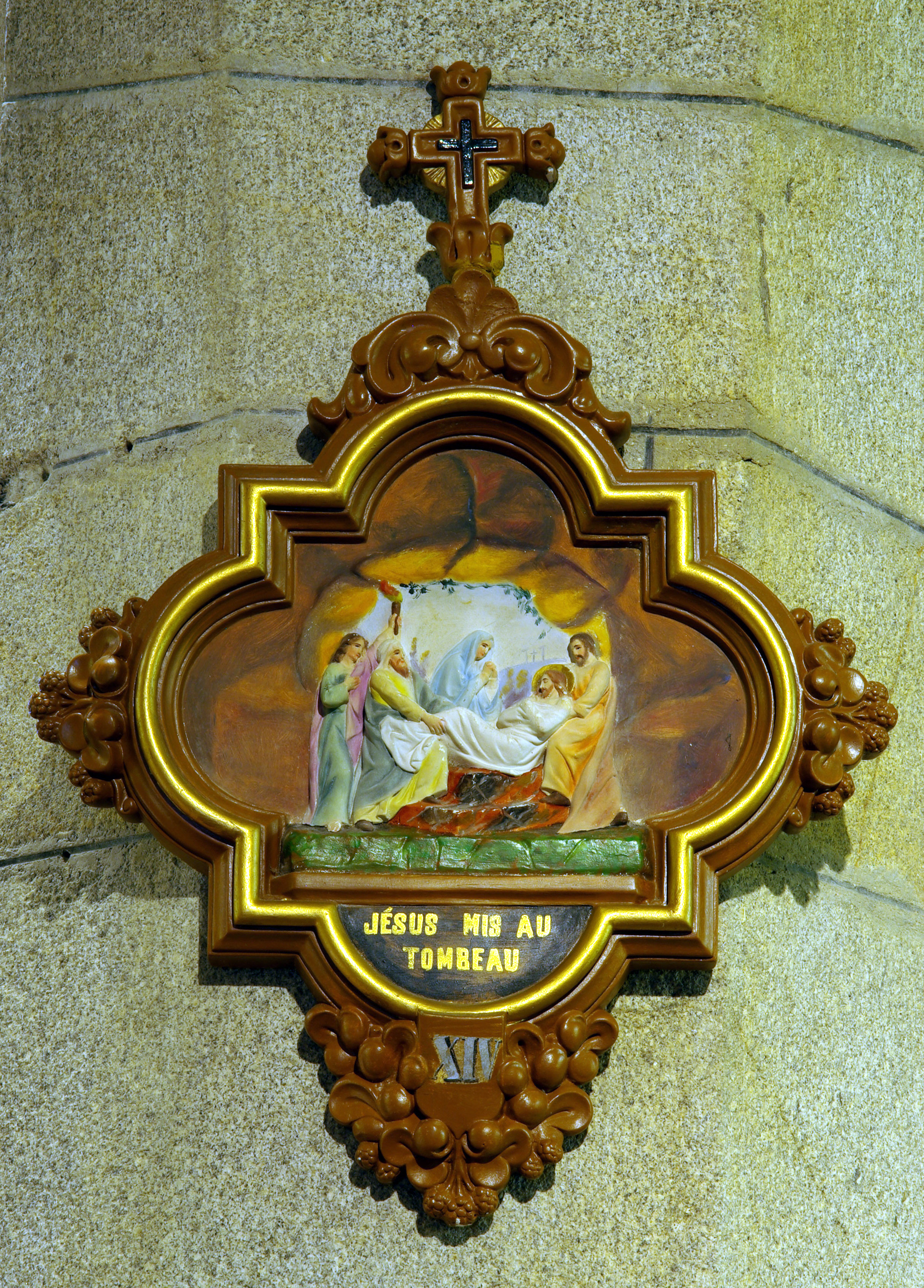
14e station du chemin de croix.

Nota : supprimée à la Révolution, la trève de Gourlizon fut annexée à la paroisse de Plonéis ; ce n'est qu'en 1879, qu'elle fut érigée en paroisse, et alors les paysans de la trève représentèrent un ancien calice, caché au moment de la Révolution française, et conservé précieusement jusqu'à la création de la paroisse. Ce calice porte l'inscription suivante : "POVR. LE. TREFFVE. D. GOVRLISON. S. CORNELLI. FEST. AV. TEMPS. D. J. MAZEV. F. 1583". En 1880, on y a ajouté cette autre inscription : "A. D. 1880. VNO. FERE. SAECVLO. ASSERVATVS. IN. ABSCONDITO. IN. LVCEM. TANDEM. FVIT. EDITVS. ATQVE. RVRSVM. INAVRATVS. ET. CONSECRATVS".
- le calvaire du placître de l'église de Gourlizon (XVIe siècle) ;
- la croix du cimetière de Gourlizon (vers 1920) ;
- la croix du bourg (1946).

## Démographie
| 1896 | 1901 | 1906 | 1911 | 1921 | 1926 | 1931 | 1936 | 1946 |
| ---- | ---- | ---- | ---- | ---- | ---- | ---- | ---- | ---- |
| 590  | 556  | 568  | 575  | 612  | 618  | 614  | 590  | 573  |

| 1954 | 1962 | 1968 | 1975 | 1982 | 1990 | 1999 | 2006 | 2011 |
| ---- | ---- | ---- | ---- | ---- | ---- | ---- | ---- | ---- |
| 544  | 511  | 531  | 623  | 851  | 922  | 835  | 859  | 896  |

| 2016 | 2021 | 2022 | - | - | - | - | - | - |
| ---- | ---- | ---- | - | - | - | - | - | - |
| 897  | 937  | 950  | - | - | - | - | - | - |

## Personnalités liées à la commune
- Ernest de Chamaillard, peintre de l'école de Pont-Aven, né à Gourlizon en 1862.
- François Bescond, agriculteur de Gourlizon, prisonnier de guerre comme tant d'autres, a fait l'objet en 2018 d'un ouvrage de son fils Xavier, qui raconte, dans la peau de son père, ses cinq années de prisonnier de guerre, à partir des nombreux témoignages que ce dernier aimait raconter à sa famille[46].

### Articles de Wikipédia
- Communes du Finistère